# Pomeranzengarten (Leonberg)

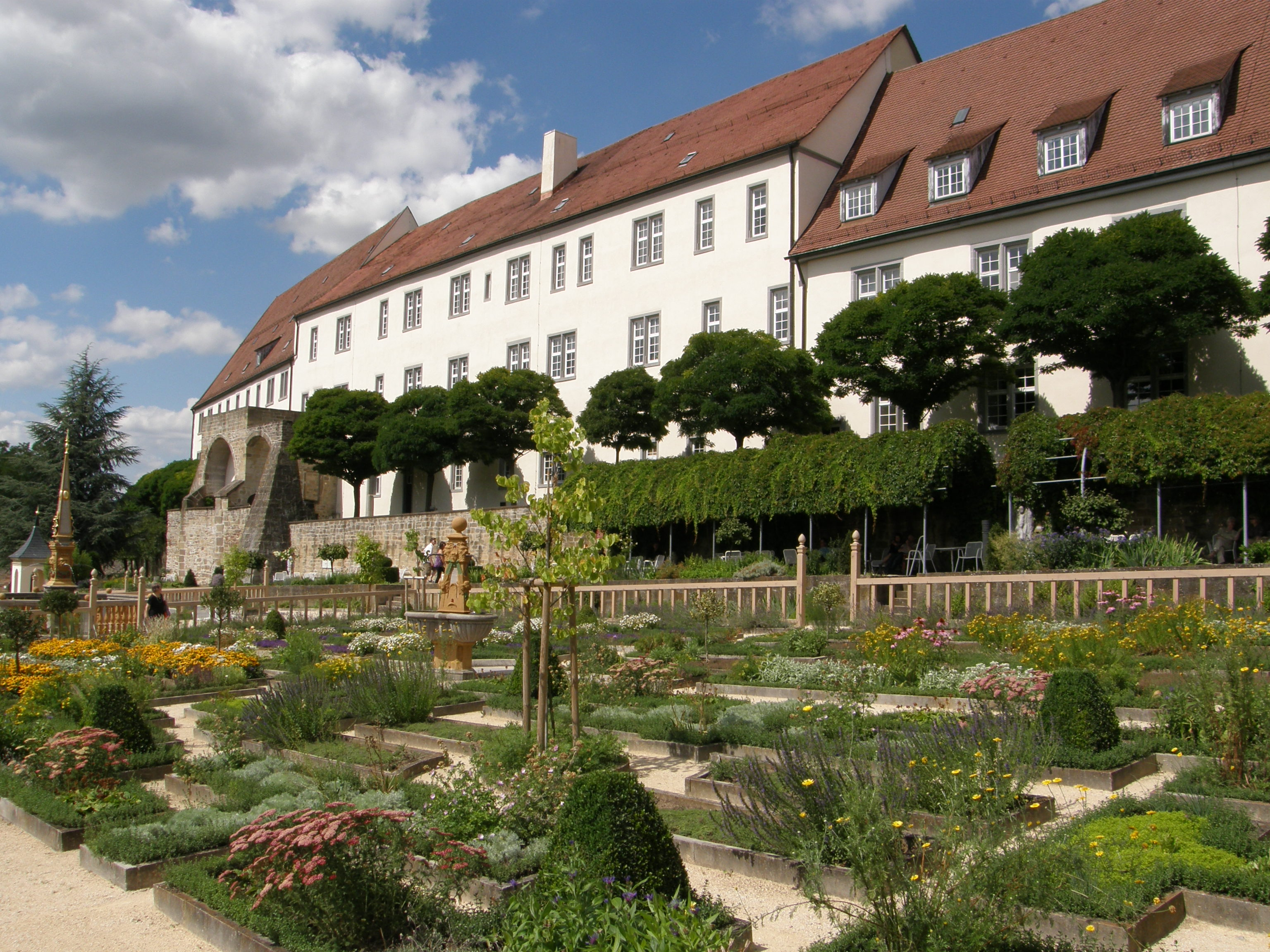
Pomeranzengarten und Schloss Leonberg

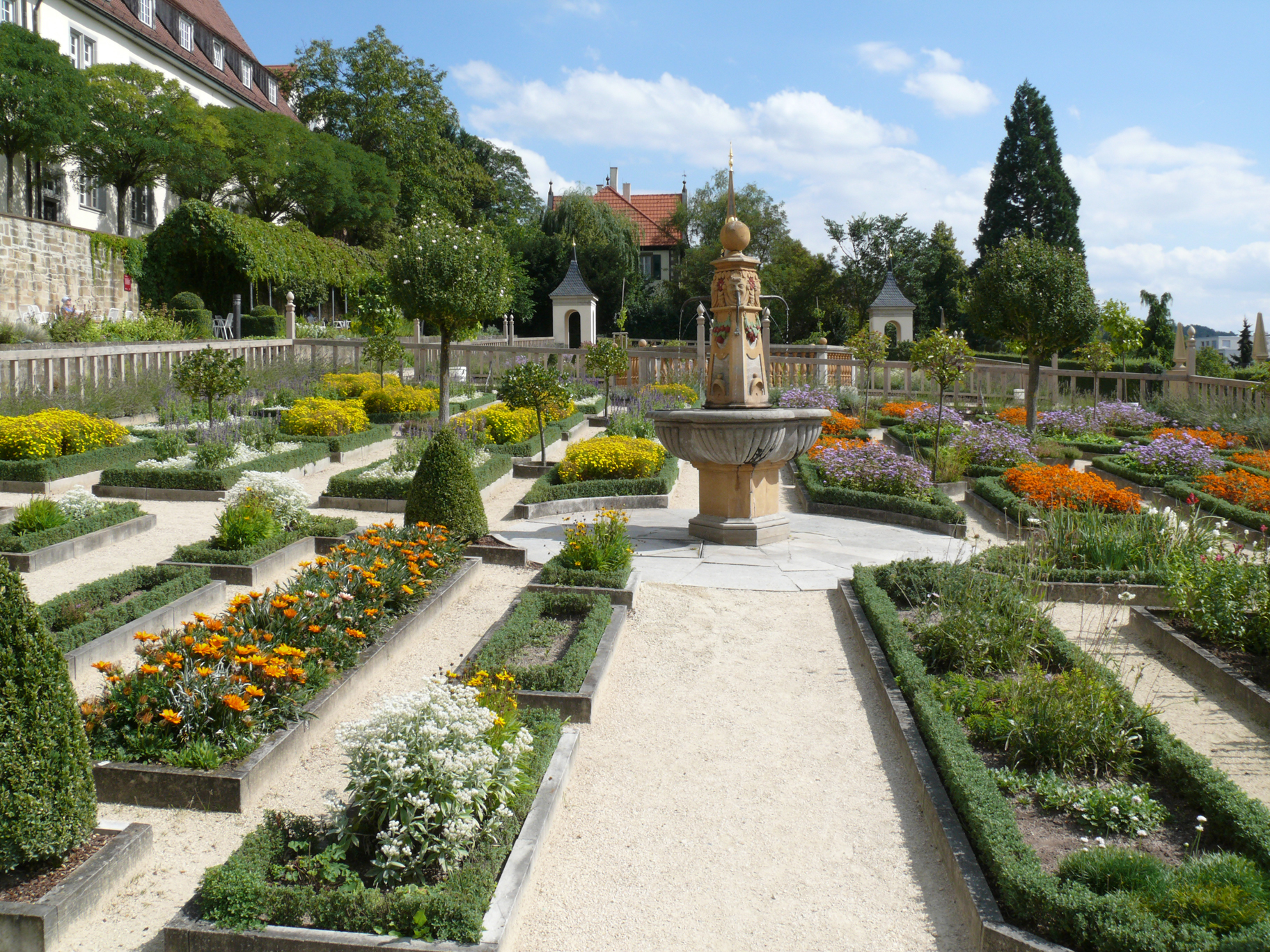
Blick vom Mittelgang auf die südöstliche Hälfte des Pomeranzengartens

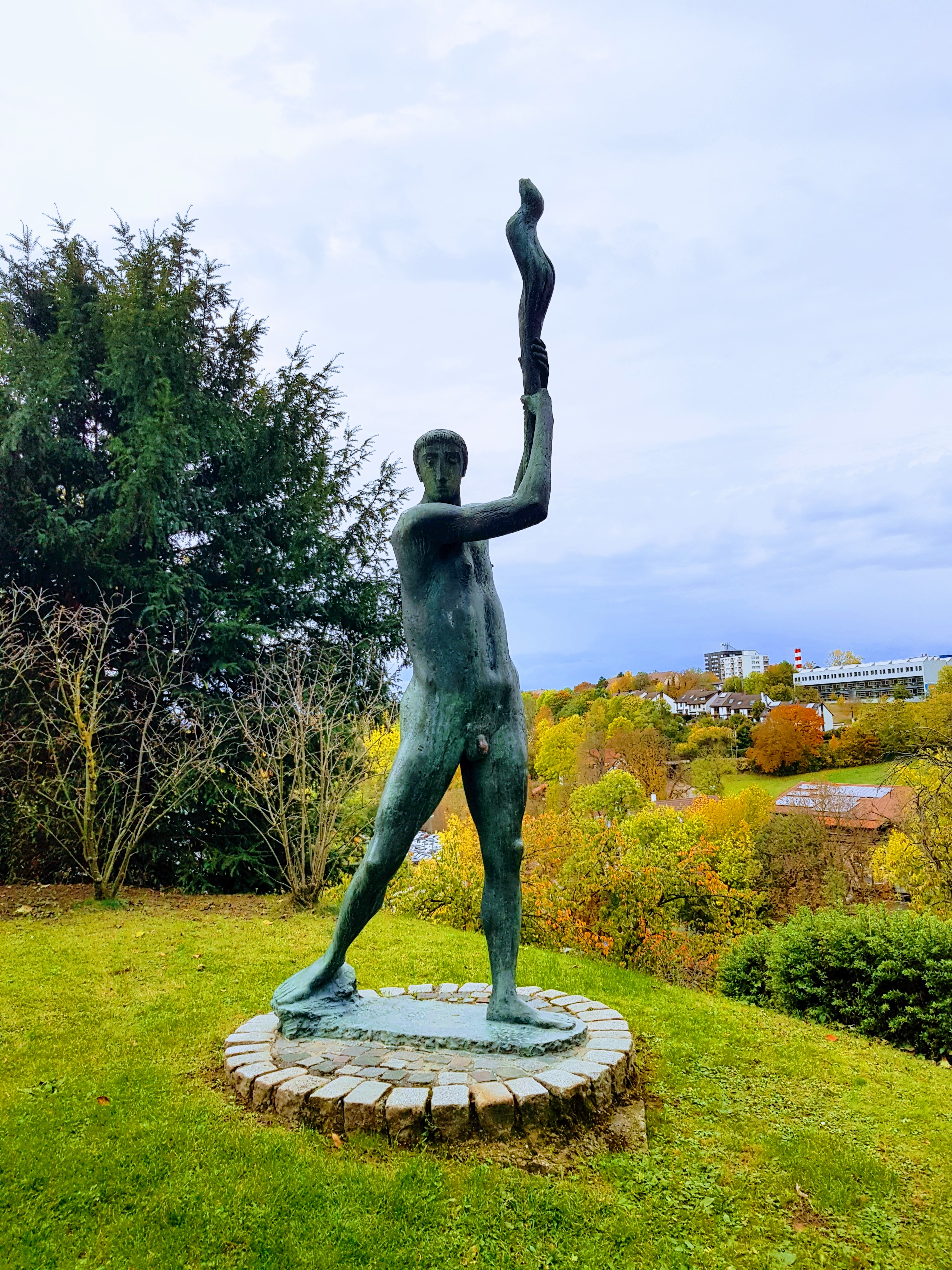
Statue unbekannten Bildhauers und fraglicher Darstellung

Der Leonberger Pomeranzengarten ist eines der wenigen erhaltenen Beispiele eines höfischen Gartens der Renaissance in Deutschland.

## Geschichte

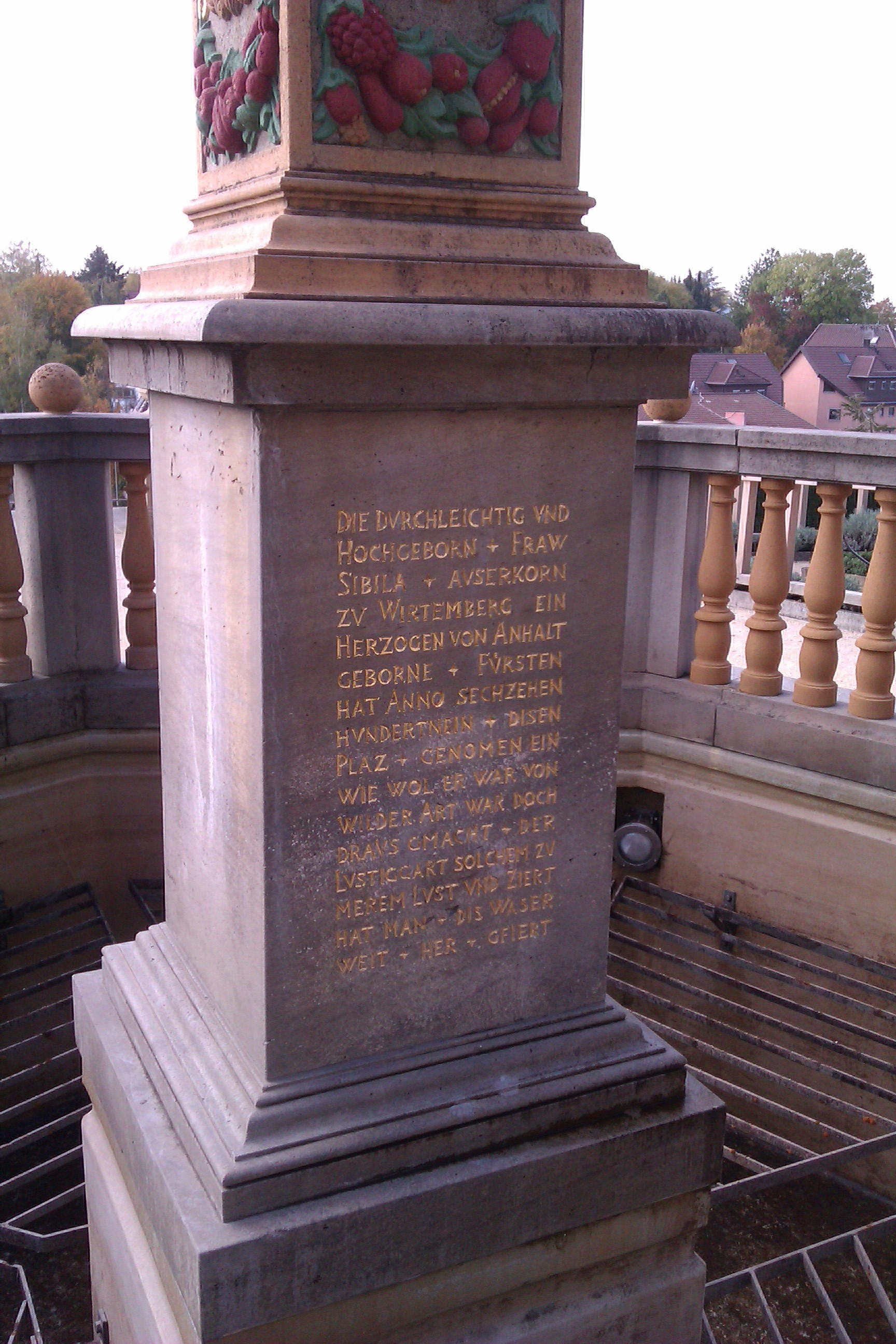
Inschrift am Brunnen

Im Auftrag der Herzogin Sibylla von Württemberg, der Witwe Herzog Friedrichs I., errichtete Heinrich Schickhardt vor dem Leonberger Schloss einen Lustgarten im Stil der italienischen Renaissance. Auf der Südseite des Schlosses wurde 1609 zunächst eine rechteckige Terrasse mit einem doppelläufigen Treppenabgang zum Tal angelegt. Kleine wehrturmartige Pavillons mit spitzem Pyramidendach markierten die Eckpunkte des Gartens. Die Terrasse wurde in zwei gleich große, durch Achsen miteinander verbundene, nahezu quadratische Bereiche aufgeteilt. Ihre Mitte betont jeweils ein Schalenbrunnen. In der Hauptachse steht ein prachtvoller Brunnen mit Obelisk und Delfinen. Dieser Obelisk trägt zudem eine Widmungsschrift Schickhardts auf Herzogin Sybilla: „hat Anno sechzehen hundertnein / disen Plaz genomen ein /  wie wol er war von wilder Art / war doch draus gmacht der Lustiggart / solchem zu merem Lust und Ziert / hat man dis Wasser weit her gfiert“.
Die beiden Gartenbereiche sind jeweils mehrfach geometrisch unterteilt und symmetrisch aufeinander bezogen. Allerdings gibt es keine architektonische Beziehung zwischen Schloss und Garten. Um die Dauerhaftigkeit der aus Kreis, Dreieck und Rechteck abgeleiteten Beetformen zu erhalten, wurden diese mit Naturstein eingefasst. Wie in der Zeit der Renaissance wird der Garten auch heute sowohl mit Gewürz- und Heilpflanzen als auch mit Blumen bepflanzt. Die namensgebenden Pomeranzen wurden in Kübeln gezogen, die im Sommer in der Mittelachse des Gartens standen. Für die Überwinterung stand an der Stelle des heutigen Laubenganges ein Pomeranzenhaus.
Unterhalb der Gartenterrasse wurde ein weitläufiger Obstgarten angelegt und direkt neben der Terrasse ein Küchengarten. Diese Teile wurden nicht wiederhergestellt, wie auch die früher reich ausgestattete Brunnengrotte am Fuß der Treppenanlage.
Nach dem Tod von Herzogin Sibylla wurde das Schloss noch mehrfach als Witwensitz genutzt. Ab 1743 hatte es aber wohl den Charakter eines fürstlichen Wohnsitzes verloren. Der Garten diente als Kleingartenanlage, verfiel dann und geriet in Vergessenheit. Zu Beginn der 1970er Jahre kamen bei Rodungsarbeiten die Fundamente des Gartens wieder zum Vorschein. Bis 1980 konnte er dann auf der Grundlage von Originalplänen, Baubefunden und Analogieschlüssen rekonstruiert werden.
Zum 400-jährigen Jubiläum des Gartens wurden 2009 noch einmal Restaurierungs- und Renovierungsarbeiten nach den neusten Erkenntnissen aus Archivalien durchgeführt. Dabei wurde unter anderem die räumliche Begrenzung der Mittelachse durch zwei Pfeiler mit Obelisken wiederhergestellt. Die Balustraden und die Ausstattung der Grotte wurden erneuert. Zudem wurde die Bepflanzung überarbeitet.

## Belege
1. ↑  Was hat es mit dem Brunnen auf sich? Leonberger Kreiszeitung, 22. August 2016.

Koordinaten: 48° 48′ 3,4″ N, 9° 0′ 44″ O